# Muilla
Muilla é um género botânico pertencente à família Alliaceae.

## Espécies
1. ↑  «Muilla — World Flora Online». www.worldfloraonline.org. Consultado em 19 de agosto de 2020